# Cairnsichthys rhombosomoides
El pez-arcoíris de Cairns (Cairnsichthys rhombosomoides) es una especie de pez actinopterigio de agua dulce, la única del género mototípico Cairnsichthys. Su nombre deriva de la ciudad australiana de Cairns, donde fue descubierto.

## Morfología
La longitud máxima descrita es de 8,5 cm, si bien la longitud común parece ser de unos 6 cm.

## Distribución y hábitat
Es una especie de agua dulce tropical, de comportamiento demersal, que prefiere aguas alcalinas de temperatura entre 21 y 25 °C. Se encuentra en pequeños cursos de agua de selva, alternando en zonas de aguas rápidas con aguas estancadas, a cualquier profundidad, con fondo de cantos rodados y pocas plantas. A pesar de la limitada distribución, al ser un endemismo de una zona de Australia, su futuro parece seguro siempre y cuando el hábitat de la selva tropical donde habita continúe protegido, pues gran parte de esta área se encuentra dentro de un parque nacional.